# Andrea D'Antoni
Andrea D'Antoni (Palermo, 1º dicembre 1811 – Palermo, 23 dicembre 1868) è stato un pittore italiano.

## Biografia

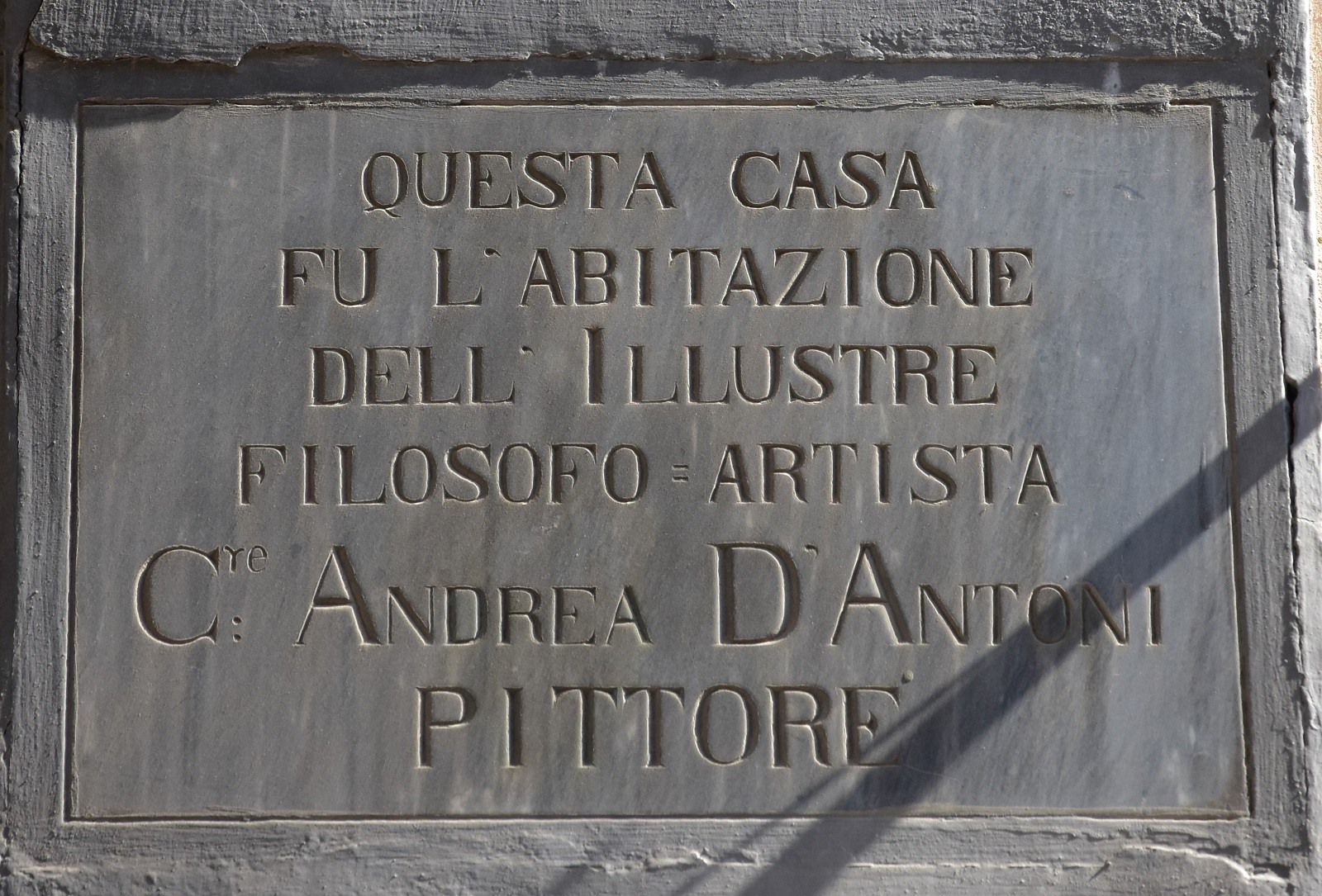
Targa commemorativa in Via Maqueda

Studiò sotto Giuseppe Patania. Uno dei suoi allievi fu Pietro Volpes. Alcuni dei suoi lavori sono esposti presso la Galleria d'arte moderna Sant'Anna a Palermo. Tre suoi ritratti fanno parte del Famedio della biblioteca comunale di Palermo e sono esposti in una delle sale lettura: uno di Carmelo Pardi, uno di Rosina Muzio Salvo e un suo autoritratto.
A Petralia Sottana paese delle Madonie è custodito nella preziosa chiesa della Badia la tela della Deposizione opera del d'Antoni datata 1852 la cui esecuzione è curatissima nei particolari delle vesti dei personaggi tra cui spicca anche l'autoritratto dell'artista che tiene il piede del Signore deposto dalla croce.
Un suo ritratto è esposto nel museo del Risorgimento a Palermo.
Sulla facciata della casa dove abitava (oggi via Maqueda, 393) è stata affissa una targa commemorativa.